# Max Beckmann
Max Beckmann, född 12 februari 1884 i Leipzig, död 27 december 1950 i New York, var en tysk bildkonstnär, men även konstprofessor och dessutom författare till en självbiografi och ett par teaterpjäser. 

## Biografi
Max Beckmann var från 1907 medlem i Berliner Secession, och blev efter dess splittring 1913 medgrundare av Freie Secession. Under första världskriget tjänstgjorde han som frivillig sjukvårdare på östfronten och i Flandern, men frikallades efter ett nervöst sammanbrott. Major von Braunbehrens var den som 1917 utverkade Beckmanns entledigande. Samma år lärde han känna denne majors halvblinda dotter i Frankfurt am Main, Lili von Braunbehrens, vilket ledde till att han illustrerade en diktsamling av henne, Stadtnacht (1920).
Beckmann utsågs till konstprofessor vid Städelschule i Frankfurt am Main, men avskedades 1933 av den nyetablerade nazistiska regimen. 650 verk av Beckmann beslagtogs senare på museer runt om i Tyskland, varav 21 visades på vandringsutställningen Entartete Kunst åren 1937–1941. Efter Hitlers direktsända radiotal vid invigningen av den nationalistiska konstutställningen Große Deutsche Kunstausstellung 1937, emigrerade Max Beckmann till Amsterdam för att aldrig mer återvända till Tyskland. År 1947 flyttade han till USA.

## Verk
Målningen Die Nacht / Natten från 1918–1919 betecknar slutet på en grundläggande stilomvandling hos Max Beckmann och markerar samtidigt hans inträde i Europas konstnärliga avantgarde. Skildringen av det brutala mordet på en familj bör ses i ljuset av de hopplösa samhällsvillkoren omedelbart efter första världskrigets slut. Det går för övrigt inte att placera Beckmann inom någon speciell riktning. Hans tidiga målningar håller sig i en stil influerad av Lovis Corinth, men hans krigsupplevelser förändrade honom radikalt, och hans verk, med motiv ur vardagen, gick igenom en period av dels expressionistiska förvrängningar och dels en sorts realism som blev kallad för ny saklighet. Beckmann efterlämnade för övrigt en lång rad självporträtt. Som grafiker arbetade han i en stil som påminner om Edvard Munch.
Den 1 december 2022 såldes "Gult-rosa självporträtt", som Beckmann målat som gåva till sin fru 1943, på auktion i Tyskland för 23,2 miljoner euro inklusive säljarpremium, vilket uppges vara tyskt "rekord", och det nästdyraste porträttet av Beckmann någonsin. Köparen säger att målningen så småningom ska visas på museum för allmänheten.

### Galleri

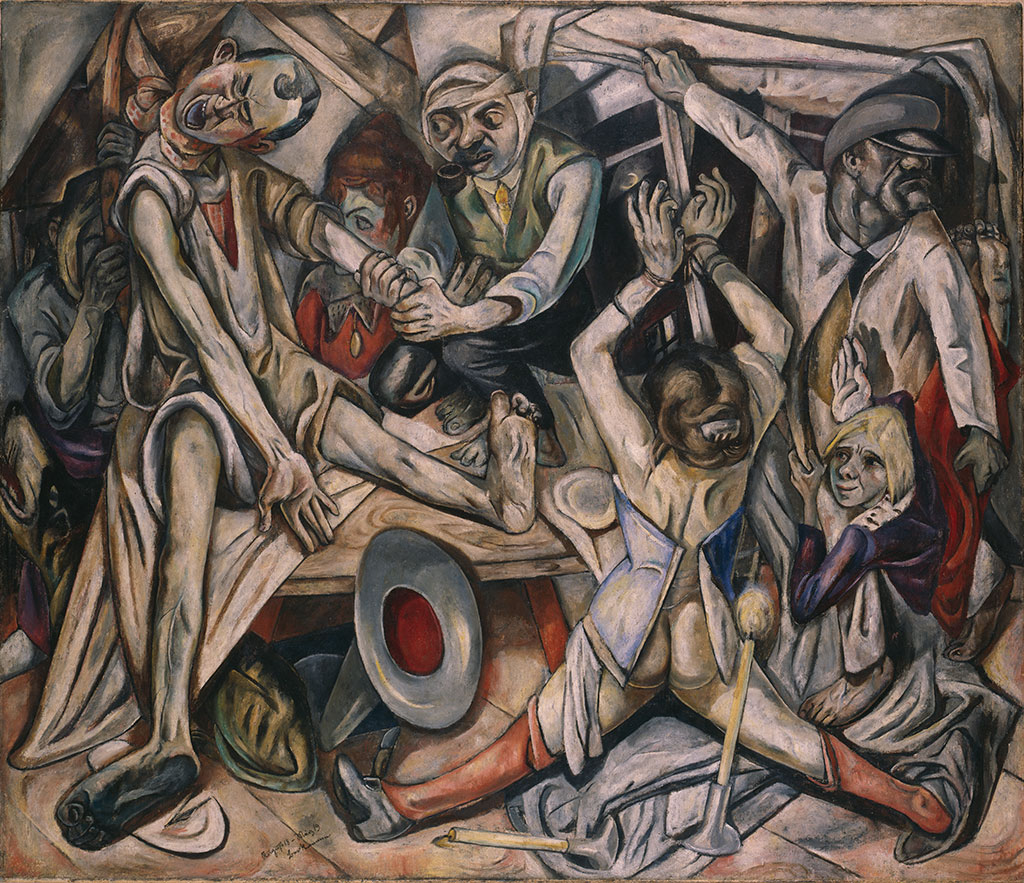
Die Nacht / Natten (1918-19), olja på duk, 133 x 154 cm, Kunstsammlung Nordrhein-Westfalen, Düsseldorf. Finns även som litografi, första gången utgiven 1919 i mappen Die Hölle / Helvetet.
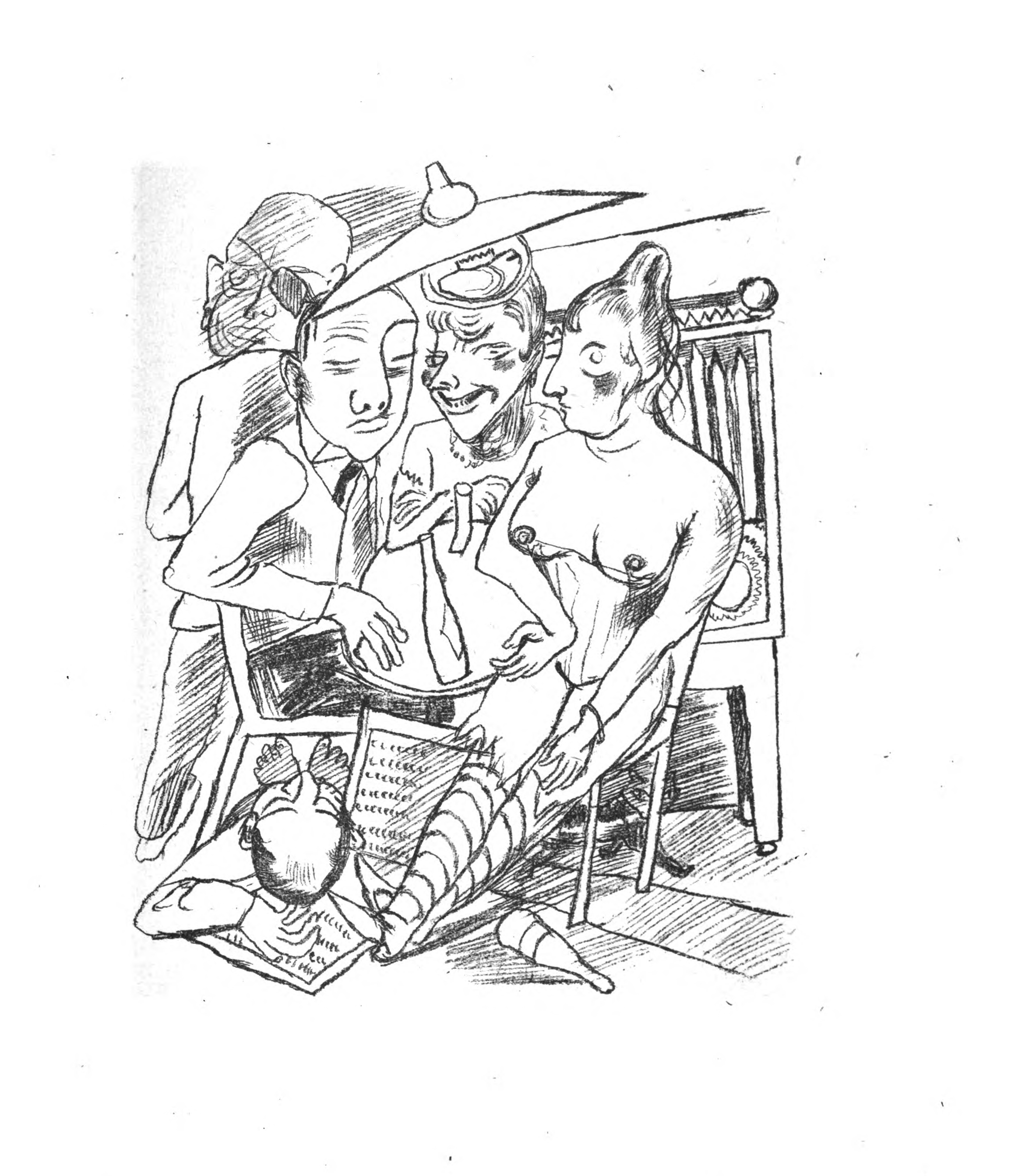
Illustration till Stadtnacht (1920) av Lili von Braunbehrens.
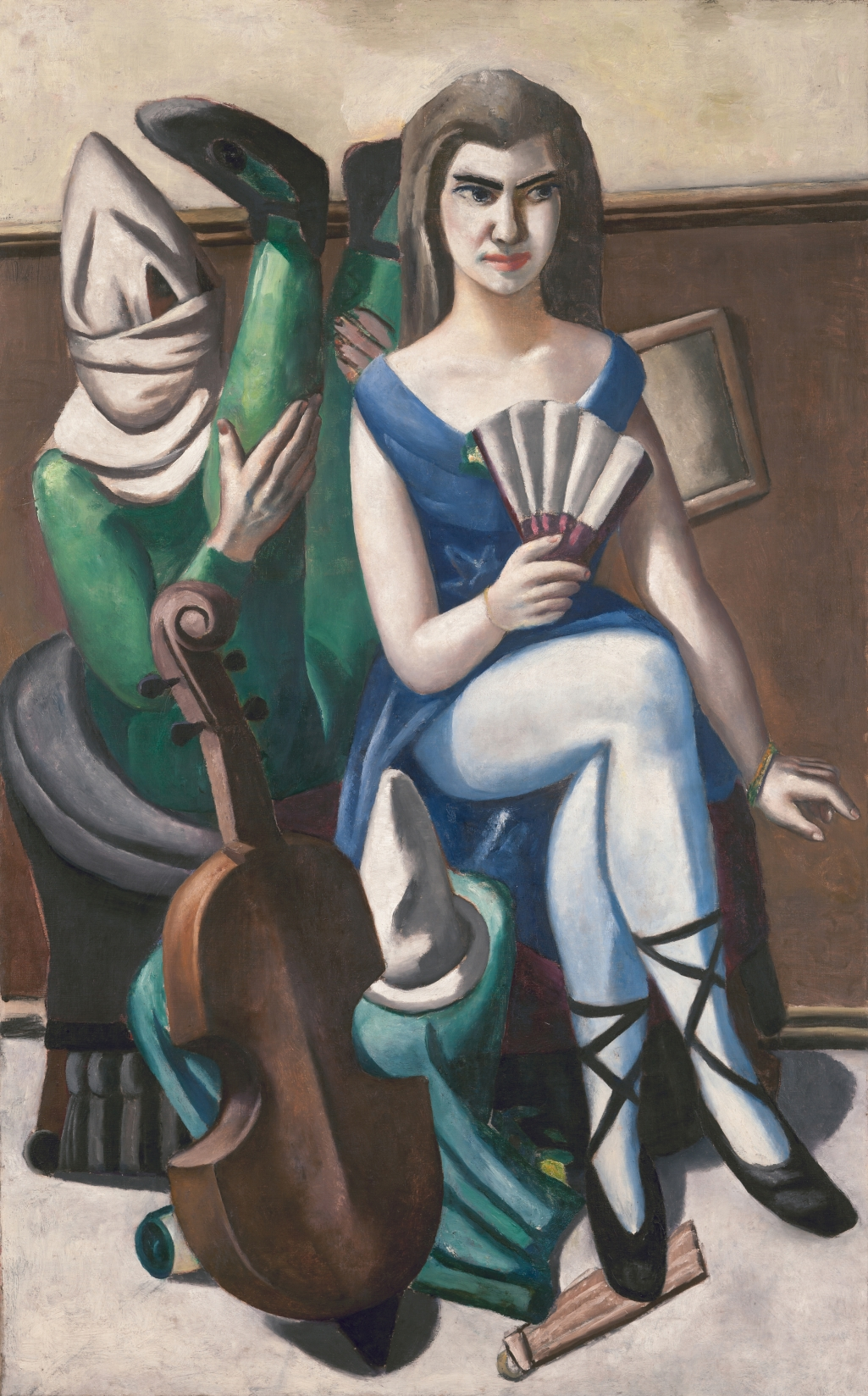
Fastnacht (Pierrette und Clown) (1925), olja på duk, 160 x 100 cm. Visades 1933 på de nationalsocialistiska utställningarna Kulturbolschewistische Bilder (Kunsthalle Mannheim)[15] och Mannheimer Schreckenskammer ["Mannheims skräckkammare"] (i Erlangen). Beslagtogs 28 augusti 1937 på Kunsthalle Mannheim. Byttes 1941 mot målningen Blick auf den Aventin av den österrikiske biedermeiermålaren de:Friedrich Loos. Skänktes tillbaka till Kunsthalle Mannheim 1950.
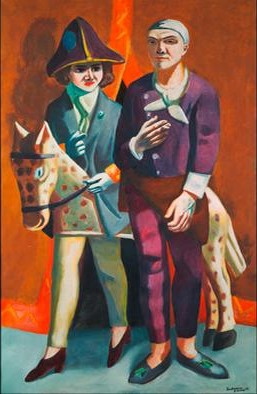
Doppelbildnis Karneval, Max Beckmann und Quappi / Dubbelporträtt (1925), olja på duk, 160 x 105, 5 cm. Beslagtogs på Städel Museum i Frankfurt am Main 7 juli 1937 och visades på utställningen Entartete Kunst i München från juli till november samma år. Sommaren 1939 utauktionerades den i Luzern utan att hitta en köpare. I mars 1941 bytte Hildebrand Gurlitt till sig målningen mot en landskapsmålning av de:Johann Joachim Faber och 280 riksmark emellan. Såldes 1953 till Museum Kunstpalast i Düsseldorf.
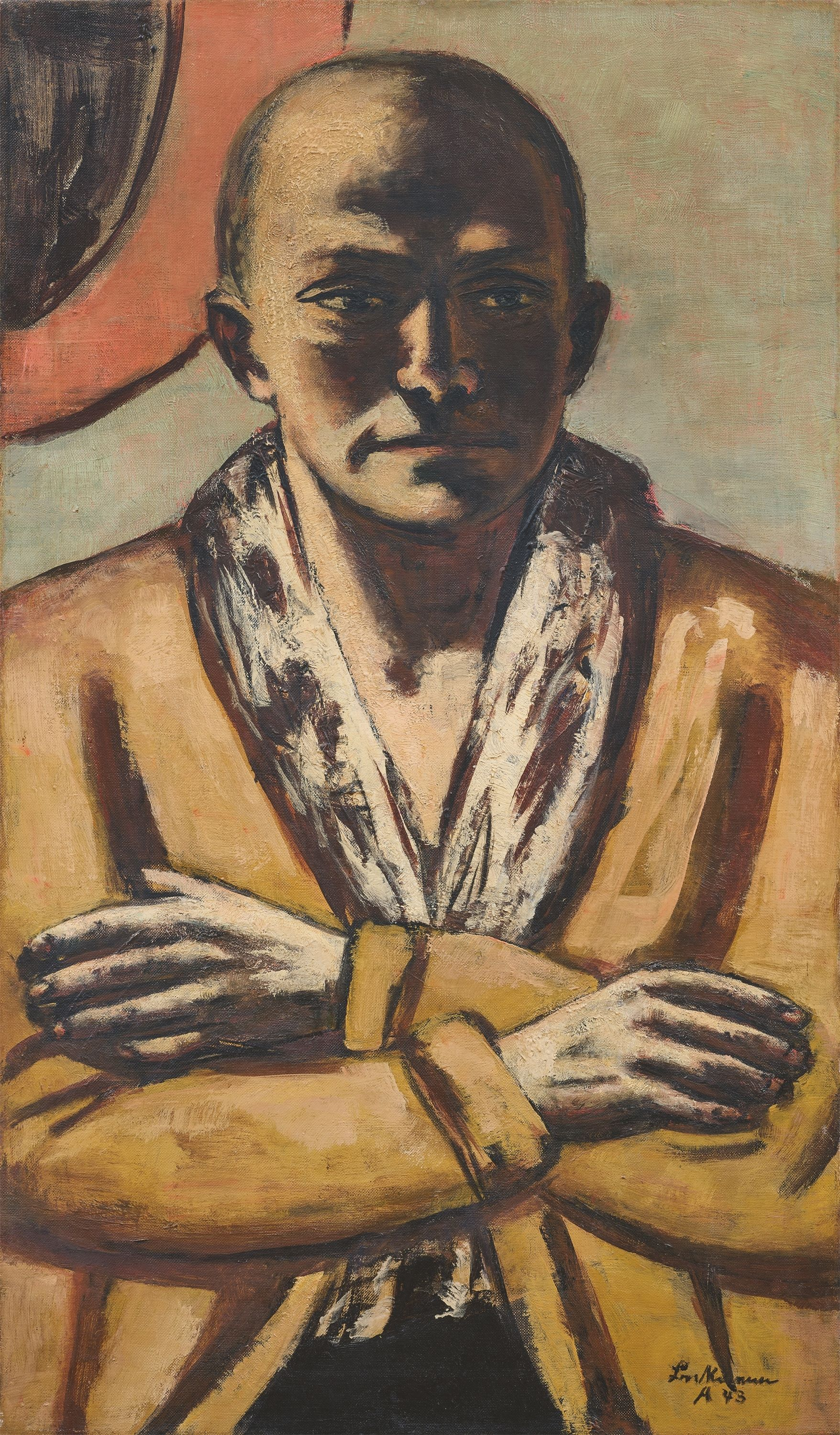
Selbstbildnis gelb-rosa / Gult-rosa självporträtt (1943).

### Grafikmappar och illustrationer
- Die Hölle 10 litografier och titelblad (Berlin: Verlag I. B. Neumann, 1919)
- 6 litografier och ett titelblad som illustrationer till diktsamlingen Stadtnacht av Lili von Braunbehrens (München: Verlag Piper & Co., 1920)
- Berliner Reise 1922, 10 litografier och titelblad (Berlin: Verlag I. B. Neumann, 1922)